# LGBT práva v Surinamu

Duhová mapa Surinamu

Lesby, gayové, bisexuálové a transsexuálové (LGBT) se v Surinamu mohou setkávat s některými zákonnými překážkami, kterým jejich heterosexuální spoluobčané nemusí čelit. Mužská i ženská stejnopohlavní sexuální aktivita je v Surinamu legální, ale věk způsobilosti k pohlavnímu styku je pro homosexuály o 2 roky vyšší než pro heterosexuály.

## Zákony týkající se stejnopohlavní sexuální aktivity
Stejnopohlavní sexuální aktivita je v Surinamu legální. Legální věk způsobilosti k pohlavnímu styku je obě orientace stanoven na 14 let.

## Stejnopohlavní soužití v Surinamu
Země neuzákonila stejnopohlavní manželství, registrované partnerství a ani jinou formu stejnopohlavního soužití.

## Ochrana před diskriminací
Nebyla zde ani přijatá žádná antidiskriminační legislativa, což má za následek to, že LGBT osoby nemají žádnou ochranu ze strany státu proti diskriminaci.

## Aktivismus
Surinamská první veřejná manifestace za LGBT práva se konala 11. října 2011 v Paramaribu jako odezva na výroky Ronnyho Asabiny proti homosexualitě v červnu téhož roku. Asi 120 účastníků v růžových tričkách s duhovými vlajkami prošlo ulicemi hlavního města. Zúčastnili se i dva členové parlamentu, včetně Harishe Monoratha. Akce proběhla pod záštitou Suriname Men United, což je největší organizace sdružující homosexuální muže v zemi.

## Životní podmínky
| Legální stejnopohlavní styk                                                             | (1869) |
| Stejný věk legální způsobilosti k pohlavnímu styku pro obě orientace                    | Ano    |
| Anti-diskriminační zákony v zaměstnání                                                  | Ne     |
| Anti-diskriminační zákony v přístupu ke zboží a službám                                 | Ne     |
| Anti-diskriminační zákony v ostatních oblastech (homofobní urážky, zločiny z nenávisti) | Ne     |
| Stejnopohlavní manželství                                                               | Ne     |
| Jiná forma stejnopohlavního soužití                                                     | Ne     |
| Adopce dítěte partnera                                                                  | Ne     |
| Společná adopce dětí stejnopohlavními páry                                              | Ne     |
| Gayové a lesby mohou otevřeně sloužit v armádě                                          |        |
| Možnost změny pohlaví                                                                   | Ne     |
| Rovný přístup k umělému oplodnění a náhradnímu mateřství pro všechny páry a jednotlivce | Ne     |
| Muži mající sex s muži smějí darovat krev                                               | Ne     |